# Oswald Durand
Oswald Durand (Cabo Haitiano, 17 de setembro de 1840 - Porto Príncipe, 22 de abril de 1906) foi um poeta, jornalista e político haitiano.

## Biografia
Influenciado pela literatura francesa, especialmente por Victor Hugo e pelos poetas parnasianos, foi um dos principais representantes da lírica haitiana na segunda metade do século XIX. Diz-se que é "para o Haiti o que Shakespeare é para a Inglaterra e Dante para a Itália".
Entre as suas obras mais famosas destaca-se Choucoune, um poema lírico que elogia a beleza de una mulher haitiana, e o Canto nacional, um poema lírico que chegou a ser popular como hino presidencial.
Durand trabalhou como professor antes de ser eleito para o Congresso em 1885, cargo para o qual foi reeleito seis vezes. Esteve envolvido com vários jornais, servindo como assessor, escritor e, em alguns casos, fundador.

## Trabalhos selecionados
- Rires et Pleurs - publicado em 1897
- Choucoune - publicado em 1883
- Chant National
- Ces Allemands - publicado em 14 de junho de 1872
- Pantoum Triste
- La Mort de nos Cocotiers